# Mokra Kałyhirka
Mokra Kałyhirka (ukr. Мокра Калигірка) – wieś na Ukrainie, w obwodzie czerkaskim, w rejonie zwinogródzkim. W 2001 liczyła 1975 mieszkańców, wśród których 1959 jako ojczysty język wskazało ukraiński, 9 rosyjski, 2 mołdawski, 3 ormiański, a 2 inny.